# Ecliptopera illitata
Ecliptopera illitata är en fjärilsart som beskrevs av Alfred Ernest Wileman 1911. Ecliptopera illitata ingår i släktet Ecliptopera och familjen mätare. Inga underarter finns listade i Catalogue of Life.